# Rossens (Gibloux)
Rossens (toponimo francese; in tedesco Rossing, desueto) è una frazione di 1 293 abitanti del comune svizzero di Gibloux, nel Canton Friburgo (distretto della Sarine).

## Storia

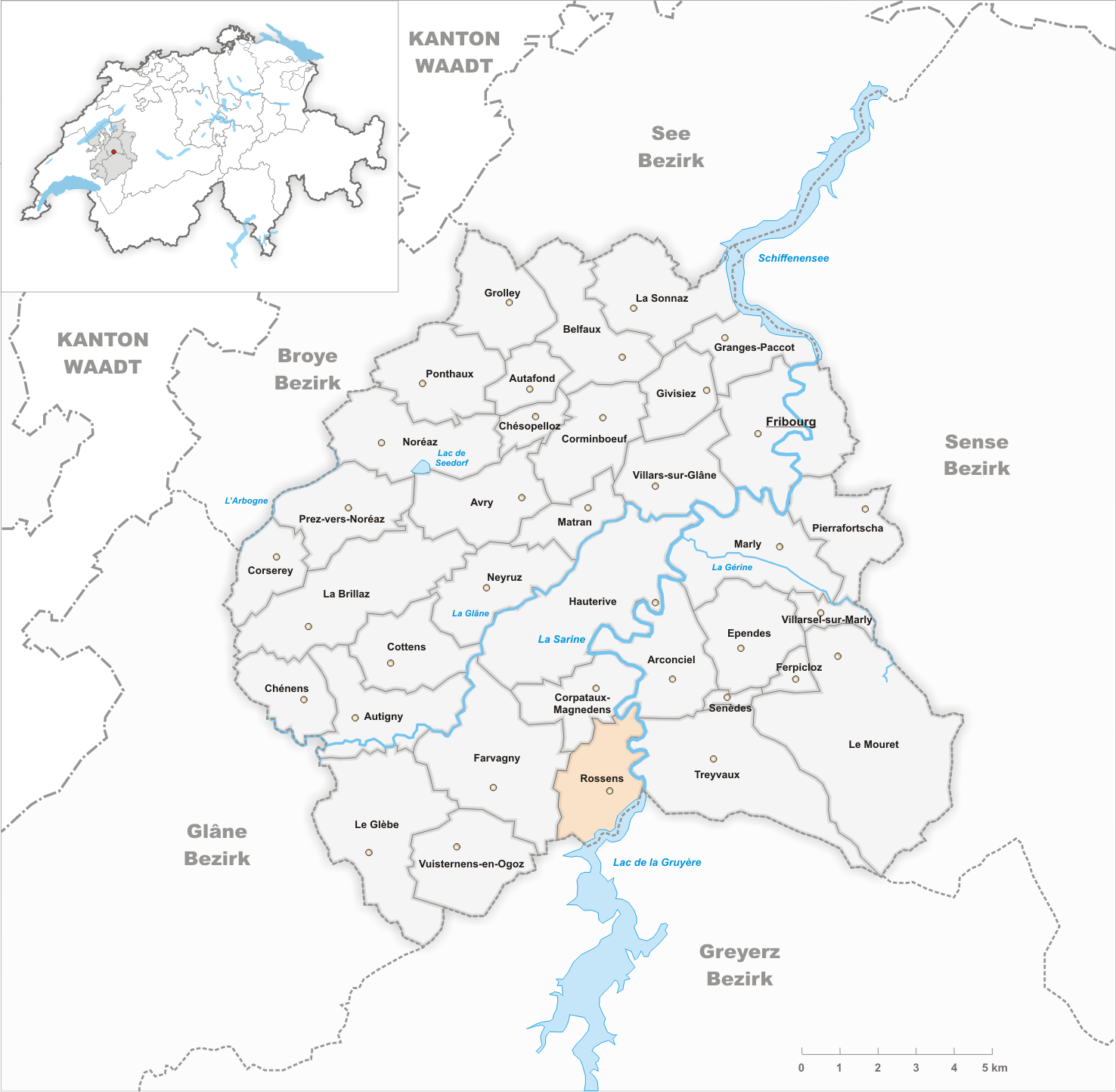
Il territorio del comune di Rossens prima degli accorpamenti comunali del 2016

Già comune autonomo che il 1º gennaio 1972 aveva inglobato il comune soppresso di Illens, il 1º gennaio 2016 è stato accorpato agli altri comuni soppressi di Corpataux-Magnedens, Farvagny, Le Glèbe e Vuisternens-en-Ogoz per formare il nuovo comune di Gibloux.

## Monumenti e luoghi d'interesse

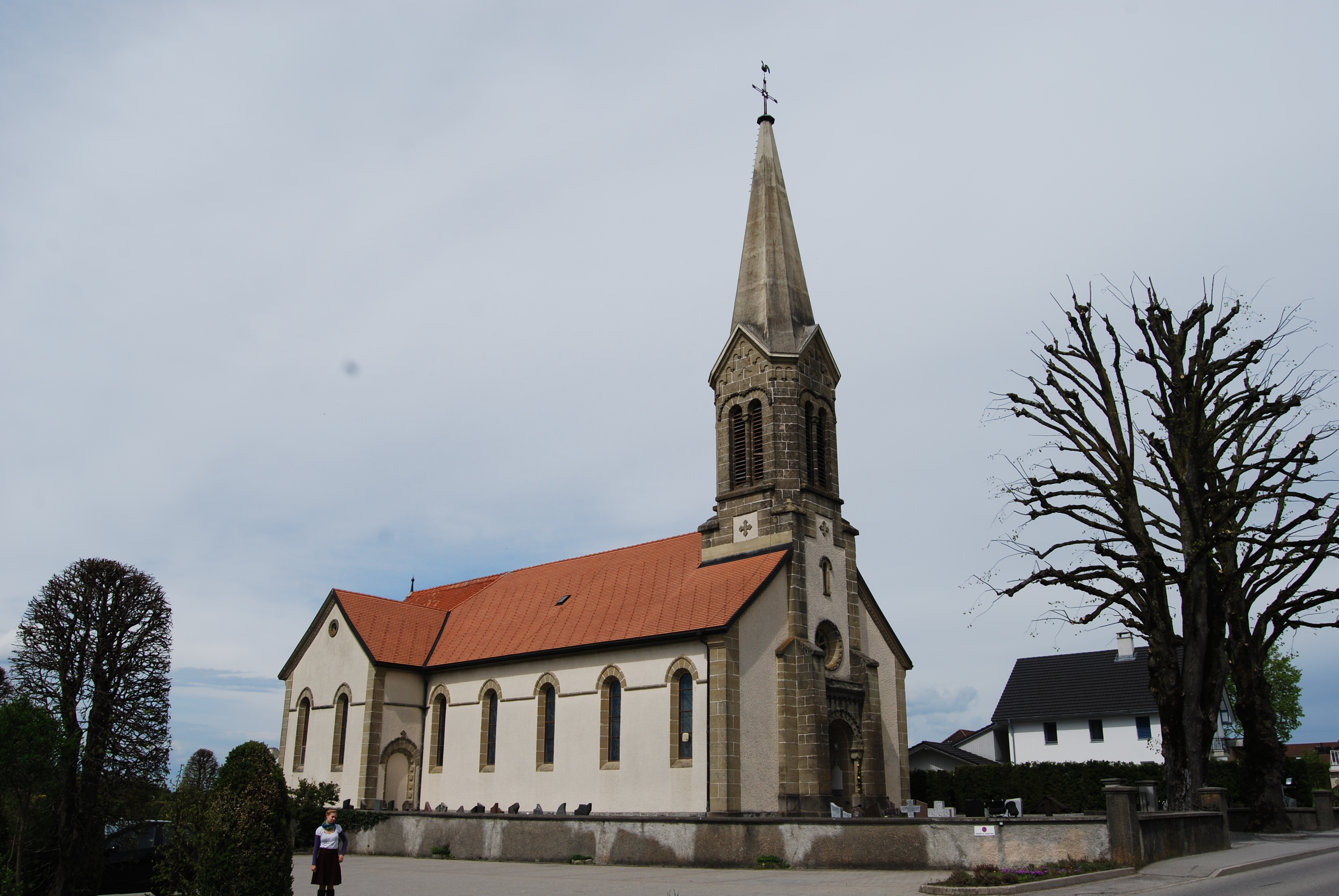
La chiesa cattolica di San Giuseppe

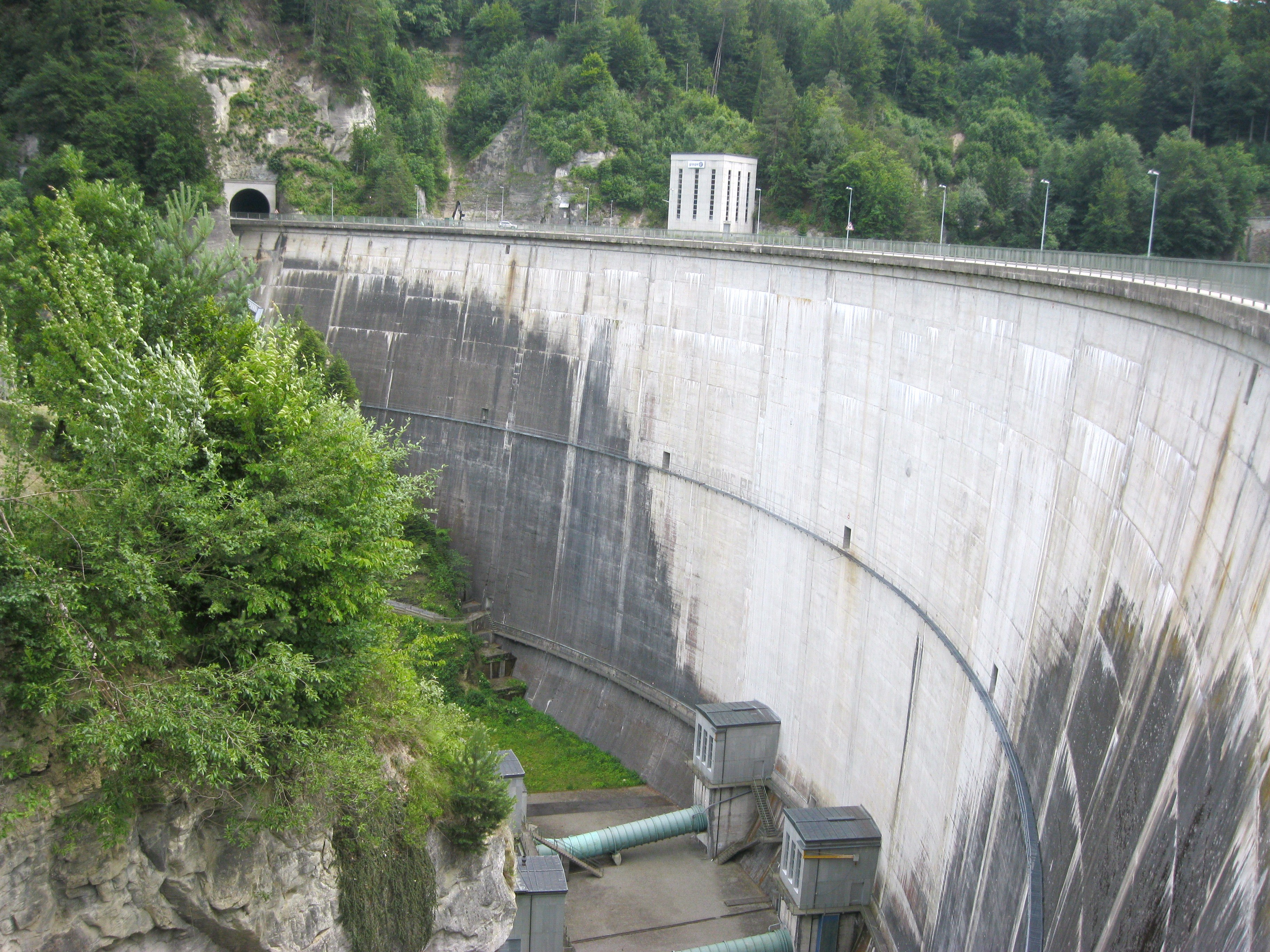
La diga di Rossens

- Chiesa cattolica di San Giuseppe, eretta nel 1874[1];
- Diga di Rossens, eretta nel 1944-1948, che ha formato il Lago della Gruyère[1].

## Società

### Evoluzione demografica
L'evoluzione demografica è riportata nella seguente tabella:
Abitanti censiti

## Amministrazione
Ogni famiglia originaria del luogo fa parte del comune patriziale che ha la responsabilità della manutenzione di ogni bene comune.